# قصة الضياع في عيني رجل الجبل

## الكابوس
هي مجموعة قصصيّة مشتركة للأديبة د.سناء شعلان ومجموعة قاصيّن عرب، وقد حملت المجموعة اسم قصة سناء شعلان «الضياع في عيني رجل الجبل»، وهي حائزة على الجائزة الأولى من جائزة منظمّة كتّاب بلا حدود/ الشّرق الأوسط الثّقافيّة بالتّعاون مع مجلس الأعمال الوطنيّ العراقيّ للعام 2012 في حقل القصّة القصيرة. وقد صدرت المجموعة القصصيّة عام 2012 عن منظمّة كتّاب بلا حدود بدعم من مجلس الأعمال الوطنيّ العراقيّ.
وهذه المجموعة القصصية طُبعت وأُطلقت على هامش حفل توزيع جوائز منظمة كتاب بلا حدود للعام 2012م. حيث كان حفل توقيع المجموعة وإشهارها في قاعة الزّوراء في فندق الرّشيد، وذلك بحضور ممثل دولة رئيس الوزراء علي الدّباغ الرئيس الفخري لمنظمة كتاب بلاد حدود وعدد من السادة الوزراء وأعضاء مجلس النواب والمسؤولين الحكوميين وعدد كبير من ممثلي منظمات المجتمع المدني والأدباء والإعلاميين والفنانين.
وتضمّ المجموعة فضلاً عن هذه القصة مجموعة من قصص الأدباء الذين تقدّموا للمنافسة على الفوز في حقل القصة القصيرة، وقد بلغت المشاركات في هذا الحقل (224) قصة، وجاءت من دول مختلفة عدا العراق هي: الأردن، مصر، سوريا، لبنان، الكويت، الإمارات، السعودية، قطر، اليمن، البحرين، الجزائر، المغرب، السودان، تونس، ليبيا، تركيا، إيران، فرنسا، أستراليا، السويد، الدنمارك، إيطاليا والولايات المتحدة الأميركية.
وهذه القصص الواردة في المجموعة القصصية هي: قصة " ثمة ما لايعود" لقيس الصديق أحمد محمد، وقصة شمال قلب مربع، وقصة "الفريسة"لحامد فاضل، وقصة "حلاقة ساق"، وقصة خرافات الأصيل" لمحمد بروحو، وقصة "غريب على الخليج لإيمان أكرم"، وقصة لا تقولي لأمي إنّ مير لم يصل"لمحمد كاظم، وقصة"قبر جماعي" لفليحة حسن، وقصة "ليلى والجرّة"، وقصة "انتظار" لممدوح عبد الستار، ووقصة"لا تكتب عن الغول" لنوال الغنم، وقصة "تنظيف حوض الوجه" لكريم الصياد، وقصة "موسم الهجرة إلى أكر سيف" لعز الدين الماعزي، وقصة" طين العشق" لرامي ياسين، وقصة "كانت إحداهنّ تحلم بي" لدلشا يوسف، وقصة" مقابر" لجمال نوري، وقصة "غرفة ضاجة بذاكرة متقدة، وقصة "بيتي" لأحمد محمد طوسون.
و قصة الضّياع في عيني الرّجل" هي قصة تخيليّة تقوم على مدّ كوامن البوح عبر أكبر مساحة من التذّكر في توليفة سرديّة استرجاعيّة عبر تقنية الفلاش بك في تشكيل قصصيّ على شكل رسالة توّجهها امرأة إلى رجل أحبّته في ظروف غامضة. وهي قصة تنتصر لقيم المحبة والجمال والصّدق بعيداً عن هذا الكره والقسوة التي تعمّ هذا العالم المنكود في الوقت الحاضر.

## الاهتمام النقدي
هي جزء من دراسة الأطروحات العلمية التالية:
رسالة ماجستير بعنوان "الرؤية السّرديّة ومكوّناتها في تجربة سناء شعلان القصصيّة""، أعدّها الباحث محمد صالح مشاعلة، بإشراف الأستاذ الدّكتور بسّام قطوس، كلية الآداب والعلوم، جامعة الشّرق الأوسط للدّراسات العليا، الأردن،2014.
رسالة ماجستير بعنوان «الشخصيّة في قصص سناء شعلان»، أعدّها الباحث ميزر علي الجبوري، بإشراف الدّكتور غنام محمد خضر، كلية التربية، جامعة تكريت، العراق،2013.
رسالة ماجستير بعنوان «النّزوع الأسطوريّ في قصص سناء الشّعلان: دراسة نقديّة أسطورية»، أعدّتها الباحثة وناسه مسعود علي كحيلي، بإشراف الدّكتور وليد بوعديلة، قسم اللّغة العربية، تخصص أدب مقارن، جامعة سكيكدة، العراق، عام 2010.
كتاب بعنوان" فضاءات التّخييل مقاربات في التشكيل والرؤى والدّلالة والرّؤى والدّلالة في إبداع سناء الشّعلان القصصيّ: بقلم مجموعة من النّقاد، وإعداد وتقديم ومشاركة د.غنّام محمد خضر.
«الضياع في عيني رجل الجبل»: د.عدنان الظاهر
جماليّات الصّورة الحسيّة والأيروسيّة في قصّة "الضّياع في عيني رجل الجبل"(1) للدّكتورة سناء الشّعلان ": عباس داخل حسن.